# Roman Friedrich Heiligenthal
Roman Friedrich Heiligenthal (* 17. Oktober 1880 in Bruchsal; † 30. März 1951 in Karlsruhe) war ein deutscher Architekt, Stadtplaner und Hochschullehrer.

## Leben und Wirken
Heiligenthal war ein Sohn des aus Ubstadt stammenden Bierbrauers Franz Heiligenthal. Nach dem Schulabschluss 1900 und dem in Bruchsal geleisteten Militärdienst studierte er ab Herbst 1901 an der Technischen Hochschule München, der Technischen Hochschule Dresden, der Technischen Hochschule Karlsruhe und der Technischen Hochschule (Berlin-)Charlottenburg Architektur und Bauingenieurwesen. Nachdem er noch während seiner Studienzeit kurzzeitig in Bruchsal als Architekt tätig gewesen war, legte er 1906 die Badische Prüfung der Civilbaukunst und im Jahre 1908 die Diplom-Hauptprüfung im Fach Bauingenieurwesen ab. Von 1909 bis 1914 war er in Essen als Stadtbauingenieur unter Robert Schmidt tätig; 1914 wurde er zum Abteilungsleiter im Verband Großraum Berlin berufen. Den Ersten Weltkrieg erlebte er zunächst als Soldat in Lothringen, später im Verwaltungsstab im Osten Deutschlands.
Ab 1918 war er als Magistratsoberbaurat in der Zentralverwaltung Berlins tätig. Ihm oblag unter anderem die Aufstellung einer Bauordnung und eines allgemeinen Bebauungsplanes. Daneben koordinierte er den Ausbau des Messegeländes und den Bau des Funkturms.
Seine beiden Dissertationen behandelten die Baugeschichte der Stadt Bruchsal vom 13. bis 17. Jahrhundert (Dr.-Ing.) und Die Statistik im Dienst der Stadterweiterung (Dr. rer. pol.). Die Berliner Städtebaustudien sind in den Jahren 1924 bis 1926 entstanden und beschäftigen sich mit der Aufstellung eines Generalsiedlungsplanes für Berlin. Den Höhepunkt seiner städtebaulichen Arbeiten bildet das Buch Städtebaurecht und Städtebau, in dem er den Städtebau in den Mittelpunkt stellt und auf das Städtebaurecht der einzelnen Länder sowie der Nachbarstaaten eingeht.
Von 1927 bis 1949 war er Inhaber des Lehrstuhls für Städtebau, Stadtwirtschaft und Siedlung an der Technischen Hochschule Karlsruhe. Auf diesem Lehrstuhl war er der Nachfolger von Reinhard Baumeister (1862–1912) und seinem direkten Vorgänger Karl August Hoepfner (1912–1927). Heiligenthal war Mitglied des Internationalen Verbandes für Wohnungswesen und Städtebau (International Federation for Housing and Town Planning). In diesem Zusammenhang geriet er 1935 in Konflikt mit den Nationalsozialisten, die ihn nicht zu einem Kongress nach London reisen lassen wollten.

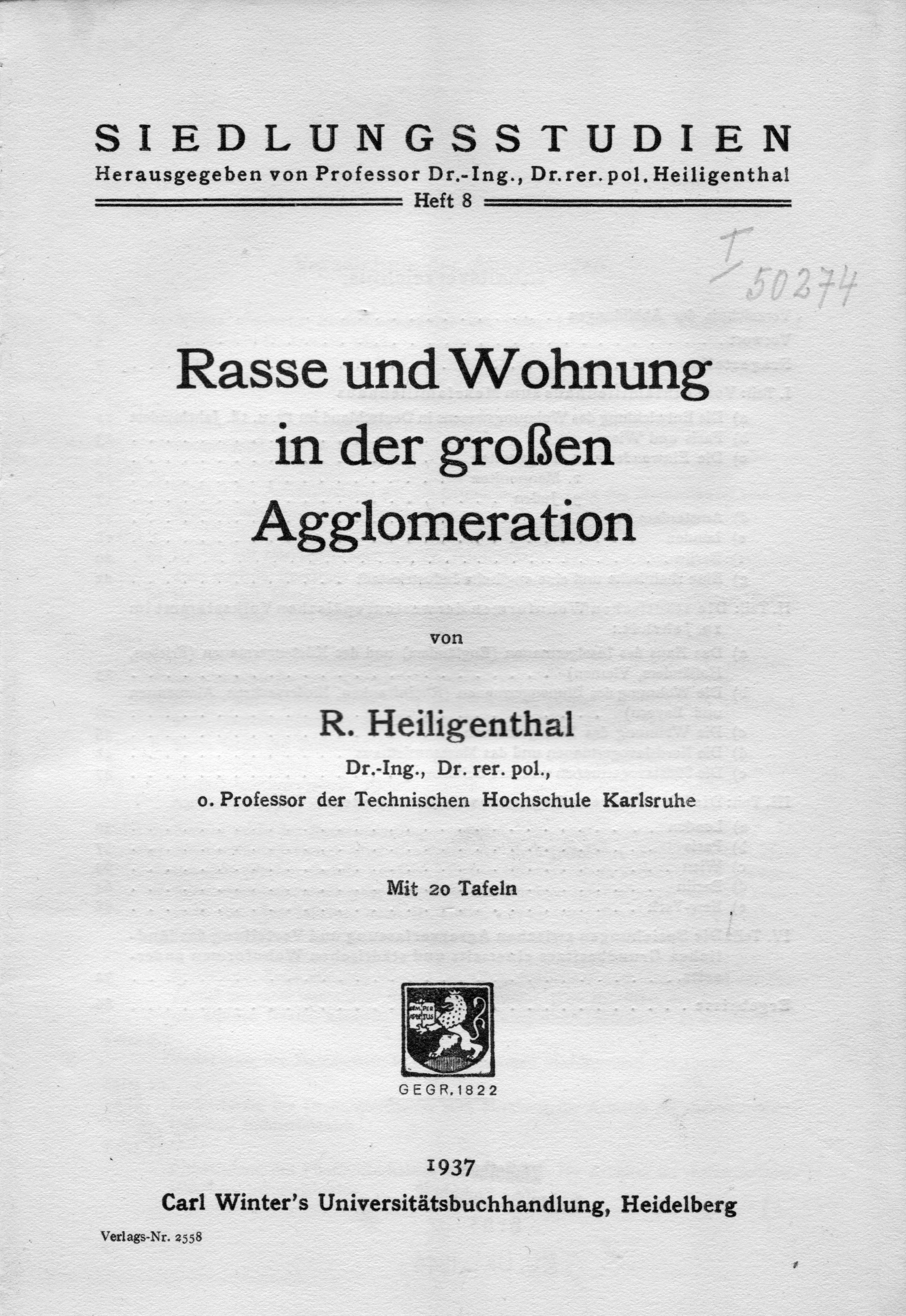
Roman Friedrich Heiligenthal: Rasse und Wohnung. Heidelberg 1937.

Zugleich ist Heiligenthal auch der Autor der vielfach rezipierten Schrift Rasse und Wohnung in der großen Agglomeration von 1937. Darin baut er seine Argumentation auf die Thesen des Rasseideologens Arthur de Gobineau auf und versucht so eine „Beziehung zwischen Rasse und Wohnform“ herzustellen. Im Werk Rasse und Wohnung verband Heiligenthal „rassistische, antisemitische und großstadtfeindliche Überlegungen zu einer Tirade gegen 'Ostjuden', deren Einwanderung nach London und Amsterdam 'zu besonders starker Zusammendrängung Veranlassung gegeben' hätte.“
Im September 1949 ging Heiligenthal in den Ruhestand und nach seinem Tod wurde er auf dem Friedhof Bruchsal beigesetzt. Heute ist in Bruchsal der Roman-Heiligenthal-Weg nach ihm benannt. In Berlin gibt es die Brücke am Heiligenthalhügel.

## Schriften

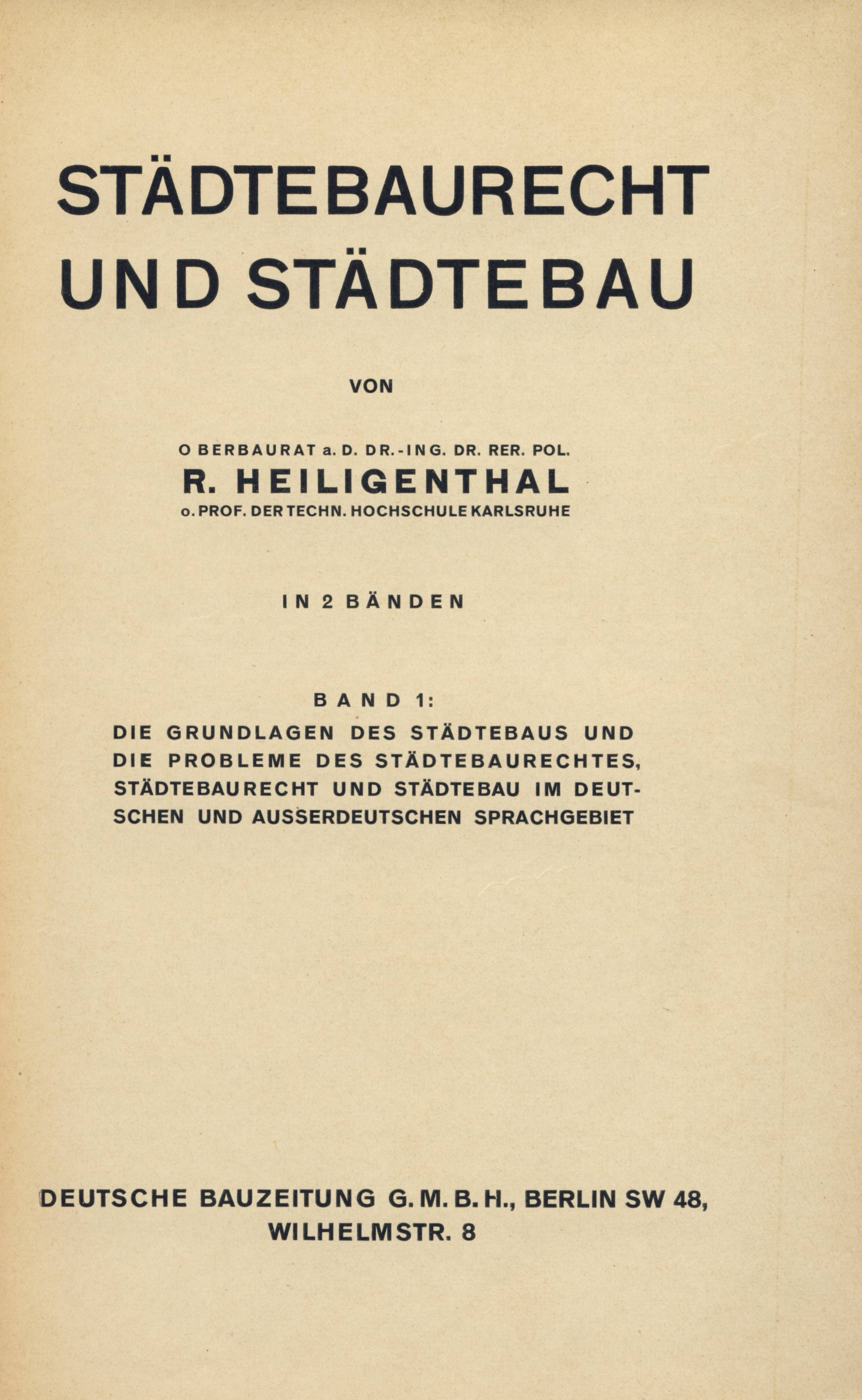
Roman Heiligenthal: Städtebaurecht und Städtebau. Berlin 1929.

- Deutscher Städtebau. Ein Handbuch für Architekten, Ingenieure, Volkswirte und Verwaltungsbeamte. Heidelberg 1921.
- Berliner Städtebaustudien. Berlin 1928.
- Städtebaurecht und Städtebau. Berlin 1929.
- Rasse und Wohnung in der großen Agglomeration. Heidelberg 1937.
- Götter, Könige und Imperatoren. Der Weg der bildenden Kunst. 1942.